# Fluktuace
Fluktuace (z latinského fluctuare – houpat se na vlnách, pohybovat sem a tam) je obecný pojem označující nepravidelné a nesoustavné změny nějaké veličiny nebo stavu. Může být jak známkou nestability nebo nejistoty v dané oblasti, tak může jít o přirozený jev, který je běžnou součástí popisovaného chování: obecně tedy fluktuace může být hrozbou i příležitostí.
Pojem fluktuace se používá v řadě oblastí a vědních oborů, přičemž někdy může mít speciální, přesněji definovaný význam: 
V přírodních vědách a matematice fluktuace obecně znamená velikost nahodilých odchylek od ustálenější střední hodnoty, například silového pole. Fluktuace omezují přesnost měření fluktuující veličiny. Speciálně v této oblasti existuje kvantová fluktuace hmoty, dočasná změna množství energie v určitém místě, popisovaná kvantovou teorií
V medicíně se tak obecně označuje kolísání, například fluktuace pozornosti. Kromě toho se tak označuje pohyb tekutiny, který vyšetřující lékař pociťuje při střídavém stlačování části orgánu dvěma prsty, a který prokazuje nahromadění tekutiny v ohraničeném útvaru těla (cysta, absces).
V sociálních vědách a managementu je fluktuace zaměstnanců změna počtu osob v určité instituci, organizaci a podobně za jednotku času. Může se vyjadřovat v absolutních počtech, anebo v procentech. Rozlišuje se například:
- fluktuace přirozená, daná například stárnutím a úmrtností,
- fluktuace instituční, daná povahou instituce; například v pětitřídní škole bude instituční fluktuace žáků kolem 20 % za rok (jedna třída z pěti),
- fluktuace individuální, vznikající z osobních rozhodnutí jednotlivých lidí.

V ekonomii se fluktuací rozumí zejména rychlý nahodilý pohyb cen komodit, akcií nebo měn na trhu na pozadí případného trendu či jiných dlouhodobých změn. Obecně však i zde lze hovořit o fluktuaci v případě proměnlivosti nejrůznějších oblastí nebo veličin.